# 迪布羅夫卡
50°5′26″N 26°39′3″E / 50.09056°N 26.65083°E
迪布羅夫卡（羅馬化：Dibrovka）是烏克蘭西部的村莊，隸屬赫梅利尼茨基州的舍佩蒂夫卡區。該村面積0.35平方公里，海拔高度232米，2001年人口118，人口密度每平方公里340.1人。